# MSC Meraviglia
Die MSC Meraviglia ist ein Kreuzfahrtschiff der italienischen Reederei MSC Cruises und das erste Schiff der Meraviglia-Klasse. Zum Zeitpunkt der Indienststellung war die MSC Meraviglia nach den Schiffen der Oasis-Klasse von Royal Caribbean International das größte Kreuzfahrtschiff.

## Geschichte
Das Typschiff des Projektes „Vista“ wurde am 20. März 2014, gemeinsam mit der damals ebenfalls noch unbenannten MSC Bellissima, unter Vorbehalt in Auftrag gegeben. Zudem wurden Optionen über zwei weitere Schiffe vereinbart, die spätere MSC Grandiosa und die spätere MSC Virtuosa. Der Bau der MSC Meraviglia begann am 20. April 2015. Im Rahmen dieses Baustarts wurde ebenfalls der Name des Schiffes verkündet.
Die Kiellegung fand 2015 bei STX France Cruise SA in Saint-Nazaire statt. Am 1. Februar 2016 folgte die traditionelle Münzzeremonie. Das Aufschwimmen des Neubaus erfolgte am 2. September 2016.
Am 31. Mai 2017 wurde das Schiff an MSC Kreuzfahrten abgeliefert. Die Indienststellung erfolgte am 3. Juni 2017. Am 3. Juni wurde das Schiff in Le Havre beim 500. Hafenjubiläum durch Sophia Loren getauft.

## Ausstattung
Das Schiff verfügt über eine 1.536 Mann starke Besatzung, welche bis zu 5.714 Passagiere umsorgen. Die Passagiere sind auf acht Decks in 2.244 Kabinen untergebracht. Drei Decks sind dem Personal vorbehalten. Insgesamt verfügt das Schiff über 19 Decks.
Die Galleria Meraviglia ist ein zentraler Ort auf Deck 6 und 7. Dabei handelt es sich um eine fast 100 Meter lange, sich über die beiden Decks erstreckende Promenade mit einem LED-Himmel. An dieser Promenade gelegen befinden sich mehrere Bars und Lounges, sowie Shops, Boutiquen und Restaurants.
Das Schiff verfügt über ein Theater, das Broadway Theater, mit 985 Plätzen. Ebenfalls an Bord am Heck befindet sich mit der Carousel Lounge ein eigens für den Cirque du Soleil entwickeltes Theater. In diesem werden zwei verschiedene, extra für die MSC Meraviglia konzipierte Shows aufgeführt.
In einem großen Unterhaltungsbereich auf Deck 16 und 18 befindet sich neben sieben verschiedenen Kinderclubs auch eine Sporthalle. Ebenfalls in diesem Bereich zu finden ist eine Sportsbar mit zwei originalgroßen Bowlingbahnen, zwei Formel-1-Simulatoren, ein 4-D-Kino und ein Flugsimulator.
Der Wasserpark auf Deck 19 verfügt über drei Wasserrutschen, einen Kletterpark und einen Wasserspielplatz für Kinder. Insgesamt hat die MSC Meraviglia vier Außenpools, einen überdachbaren Pool und neun öffentliche Whirlpools. 
Der Spa-Bereich hat eine Größe von 1.100 m². Er besteht aus 22 Behandlungsräumen, verschiedenen Saunen und Ruheräumen. Ebenfalls verfügt die MSC Meraviglia über ein 570 m² großes Fitnessstudio und einer Power-Walking-Strecke an Deck.
Auf dem Schiff gibt es zwölf verschiedene Restaurants. Darunter befinden sich neben einem Selbstbedienungsrestaurant mehrere Hauptrestaurants und zuzahlungspflichtige Spezialitätenrestaurants. An Bord sind auch 20 Bars und Lounges zu finden.
Die MSC Meraviglia ist das erste Schiff, auf dem MSC das digitale Innovationsprogramm MSC for Me umsetzte. Das Schiff ist dafür mit 16.000 Kontaktpunkten und 700 Hot Spots, 358 interaktiven Bildschirmen sowie 2.244 NFC-Türöffnern ausgestattet. Im Rahmen des Programms wurde auf dem Schiff die erste völlig autarke mobile Indoornavigation auf Bluetooth-Basis umgesetzt.

## Einsatz
In der Premierensaison und im Winter 2017/18 wurde das Schiff im westlichen Mittelmeer ab Genua eingesetzt.
Im Sommer 2018 wurde die MSC Meraviglia ab Genua von dem Neubau MSC Seaview abgelöst und in Hamburg stationiert. Von hier aus brach sie zu unterschiedlichen Kreuzfahrten nach Irland und Großbritannien, in die Ostsee, nach Norwegen und Richtung Westeuropa auf.

## Galerie

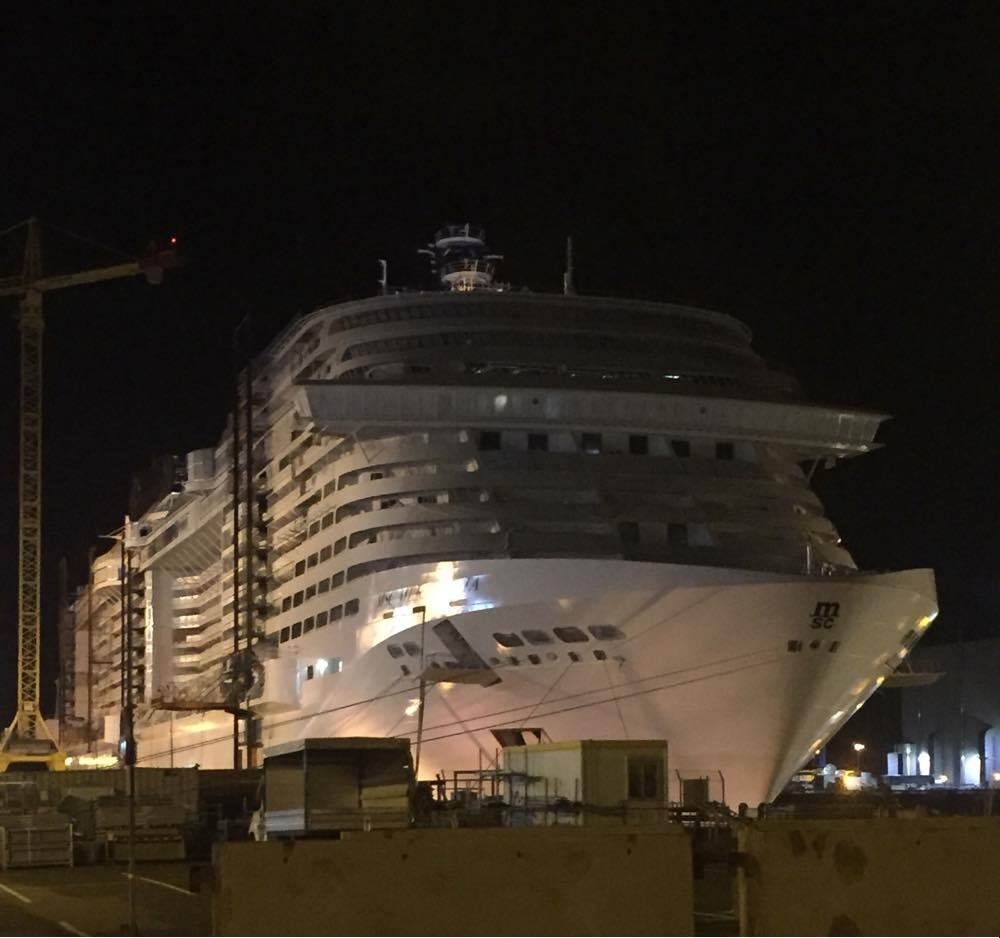
MSC Meraviglia im Bau
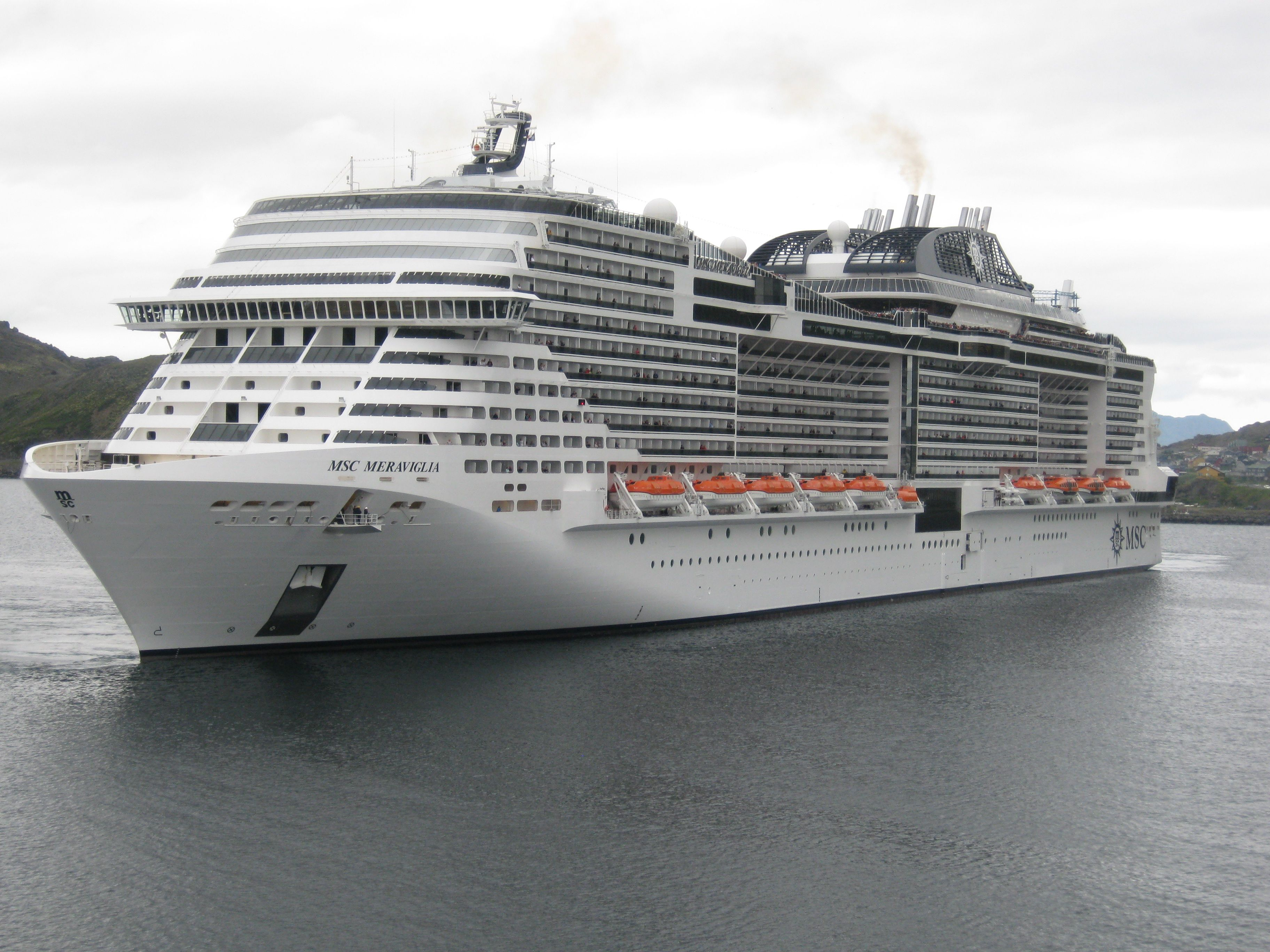
MSC Meraviglia in Honnigsvåg (Nordkapp), von der Midnatsol aus aufgenommen